# Sowina Błotna
Sowina Błotna – wieś w Polsce położona w województwie wielkopolskim, w powiecie pleszewskim, w gminie Pleszew.
W latach 1975–1998 miejscowość administracyjnie należała do województwa kaliskiego.

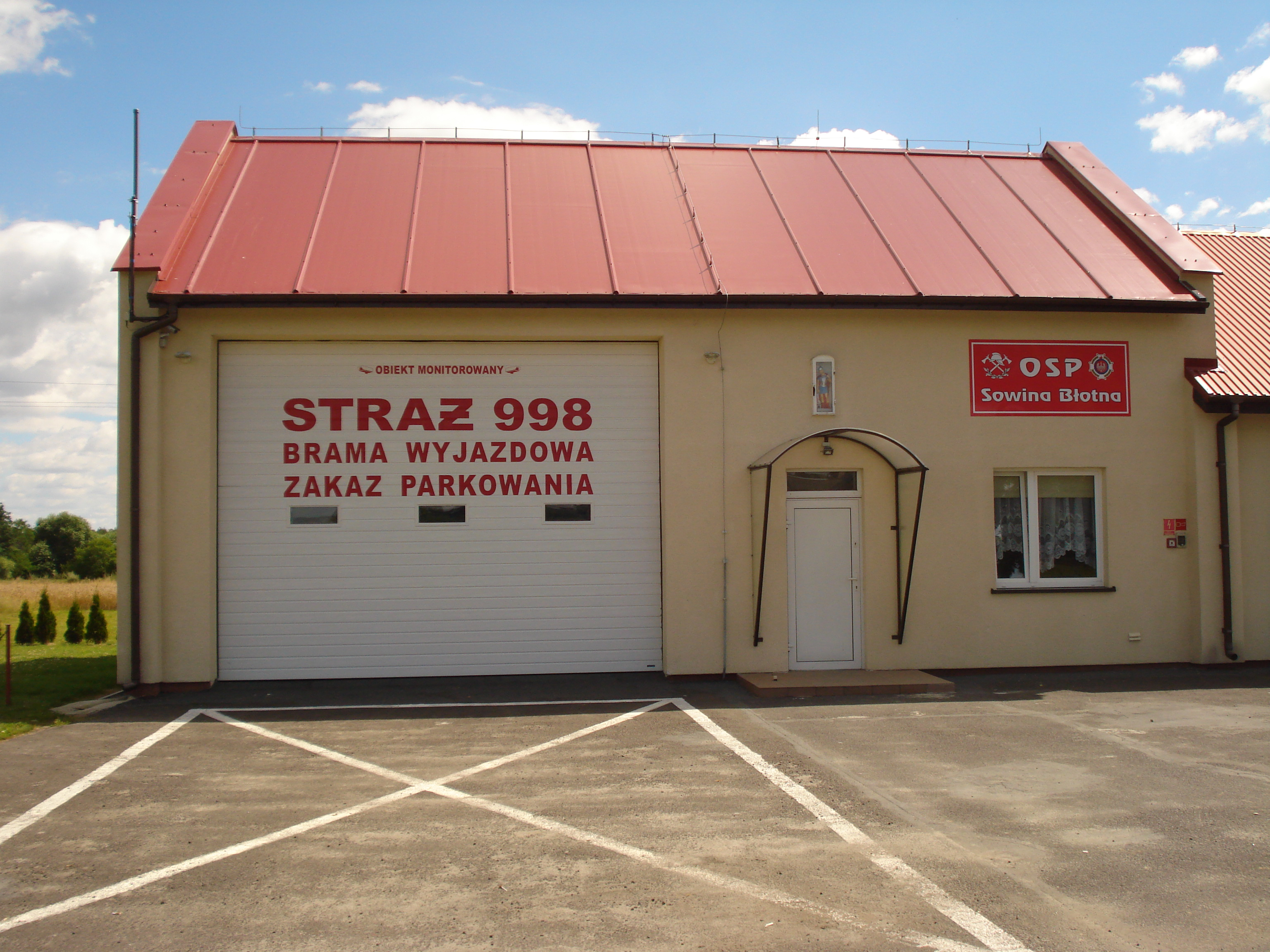
Budynek OSP w Sowinie Błotnej
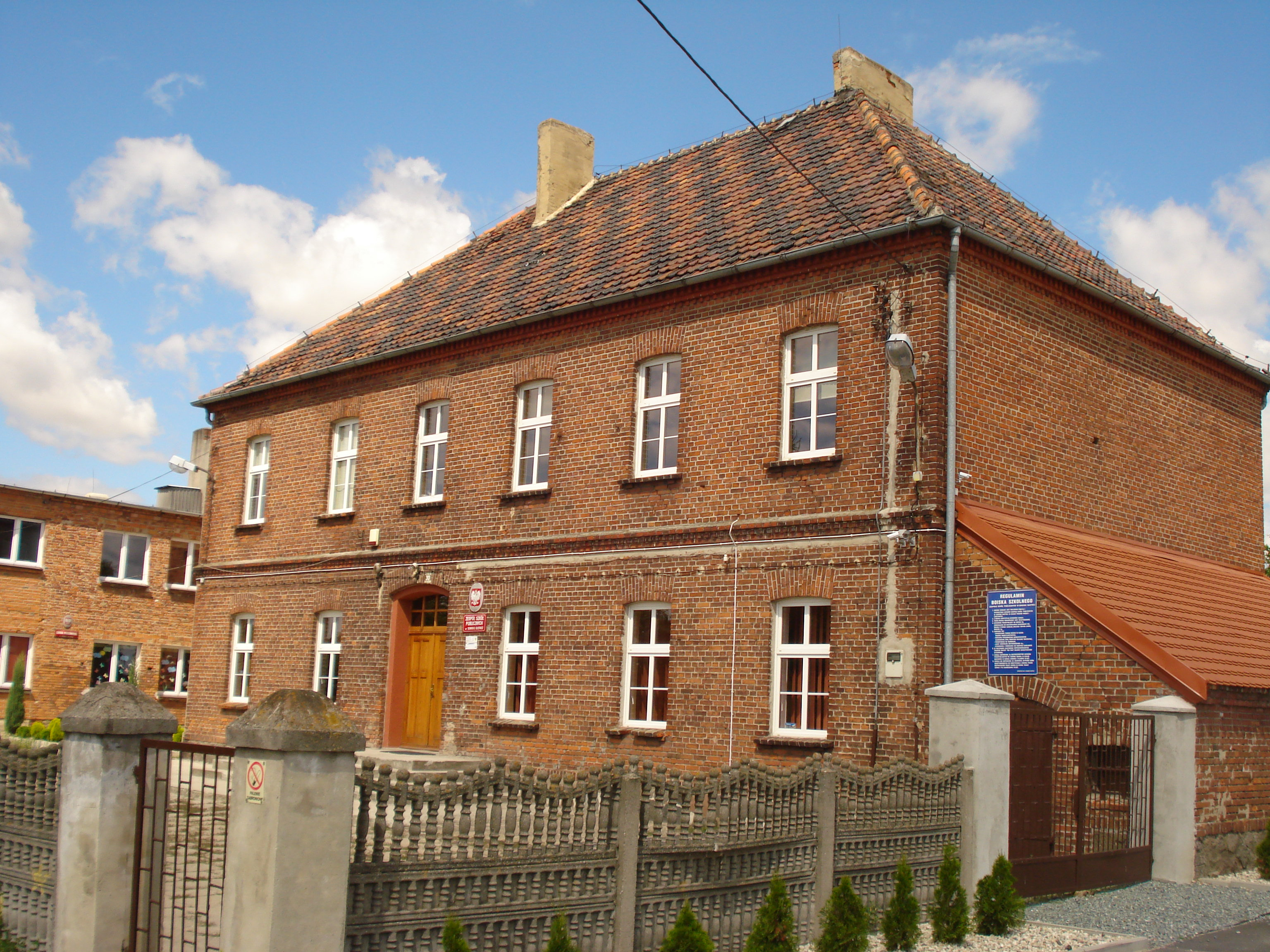
Zespół szkół podstawowych w Sowinie Błotnej

Zobacz też: Sowina